# Klaus Ebner
Klaus Ebner (Viena, 8 d'agost de 1964) és un escriptor austríac en llengua alemanya i, a més, un poeta en català. La seva obra consta de narrativa, assaig i poesia. Durant la dècada del 1980 va publicar llibres especialitzats sobre programaris i alguns primers textos literaris en revistes. Tradueix obres literàries del francès i del català a l'alemany. És soci d'associacions austríaques d'escriptors, com per exemple la Grazer Autorinnen Autorenversammlung, i de l'Associació d'Escriptors en Llengua Catalana.
La seva obra inclou assaigs culturals sobre assumptes catalans i narracions que tracten de tradicions jueves. La seva primera col·lecció de contes (en alemany) va aparèixer el 2007. El 2008 va publicar la novel·la curta Hominide (Homínid) i l'any següent el seu primer poemari en català. Ebner va rebre diversos premis de literatura a Àustria, per exemple el Premi de Joventut Erster Österreichischer Jugendpreis del 1982 i el premi Wiener Werkstattpreis del 2007. Crítics austríacs, com Wolfgang Ratz, han destacat la cura i el flux melòdic de la seva prosa. L'autor i la seva família viuen a Schwechat.

## Biografia
Klaus Ebner va néixer el 8 d'agost de 1964 a la ciutat austríaca de Viena. La seva mare (n. el 1944) era perruquera i el seu pare (1939-1996) venedor de productes electrònics recreatius. Ebner es va criar en una família burgesa de classe mitjana. La seva germana va néixer el 1969. Un any després la família es va traslladar a un barri una mica més obrer. Les seves primeres experiències amb l'escriptura literària estan lligades amb el període d'ensenyament secundari; tenia dotze anys quan va escriure una curta obra teatral.
Després d'un sojorn de cinc setmanes a la universitat d'estiu de Tours (França), va estudiar traductologia (1982-1989) i també filologia romànica i germànica (1983-1988). Va aprendre el català de manera autodidàctica – en el prefaci al poemari Vermells Josep Navarro Santaeulàlia manifesta la seva sorpresa quan va saber que Ebner havia après la llengua «sense altre ajut que gramàtiques i diccionaris». En una entrevista al Diari Maresme l'escriptor explica la seva motivació pel seu interès per a les llengües romàniques i l'atracció d'una llengua que no es podia aprendre tan fàcilment a altres països. Durant la dècada del 1980 va treballar per a una associació literària i la seva revista. Va començar les seves carreres professionals que són la traducció, l'ensenyament de llengües estrangeres i la col·laboració en projectes informàtics. Va escriure articles informàtics per a les revistes Output/Eurocom (Àustria), Inside OS/2 (Alemanya), NT Update i AIX Update (Regne Unit) i llibres sobre temes de programaris i xarxes informàtiques en alemany i anglès.
El 2001, durant els seus estudis d'economia europea (1998-2002) en una universitat de ciències aplicades, va escriure un assaig sobre l'islamisme a Europa que es va publicar a Alemanya el mateix any. L'autor va també publicar alguns contes que tracten sobre les civilitzacions musulmanes, per exemple Momentaufnahme. i orgiastisch Klaus Ebner viu i treballa a Viena amb la seva família. És membre de les associacions austríaques dels escriptors Grazer Autorinnen Autorenversammlung (GAV) i Österreichischer Schriftstellerverband (ÖSV).
Les activitats literàries de l'autor inclouen la redacció de ressenyes crítiques i presentacions públiques de la seva literatura, per exemple als centres de cultura Alte Schmiede i Literaturhaus que són els més coneguts i reputats de Viena segons el germanista Klaus Zeyringer, i al centre Kulturladen Westend a Múnic.

## Obra literària
Des de la fi dels anys escolars va escriure prosa curta, poesia, radiocomèdies i assaigs. Publicava en revistes de literatura i de cultura, per exemple a Sterz, la revista més gran de l'Estíria, i Lesezirkel, editada pel diari vienès Wiener Zeitung. La seva tesina a l'Institut de Llengües Romàniques, escrita en francès, es va titular L'image des pays catalans chez les ecrivains français à partir du Romantisme. Va publicar fragments d'un Diari Català el 1987 i alguns assaigs sobre la cultura catalana, entre altres aspectes sobre Barcelona i Andorra, publicats a les revistes Literatur und Kritik i Zitig Ebner escriu poesia en alemany i en català. La primera publicació en català va ser un poema dins l'antologia La Catalana de Lletres 2004. El 2009 la revista Reduccions va publicar alguns poemes. El 2007 va rebre una beca del govern austríac per a escriure un assaig historicocultural sobre el Principat d'Andorra que es va publicar el 2011 per l'editorial de Caríntia Wieser.
A causa de la necessitat de trobar una altra feina després del naixement del seu primer fill el 1987, la marxa de la producció literària es va alentir. Va orientar-se, però, a la novel·la Feuers Geraun. Dos capítols d'aquesta novel·la van ser publicats en versions primerenques per la revista alta-austríaca Die Rampe el 1994 (Der Schreiber von Aram) i el 1997 (Das Gesetz). Aquests capítols tracten tradicions jueves i bíbliques. La taula de publicacions de la pàgina web de l'autor indica només sis publicacions en antologies fins al 2004 però disset del 2005 al 2008.
L'obra narrativa revela una multitud de temes que segons la crítica austríaca Julia Rafael examinen problemes actuals i rellevants per a la societat. Descriu els contes dins l'antologia Lose com a «historietes implosives» i subratlla que el lector hi troba també «fantasmes, ironia i humor». A més, les metàfores «s'aixequen més enllà de la realitat sense mai perdre peu». El lèxic refinat i la precisió lingüística caracteritzen l'estil. Cada frase té la seva melodia; sobretot la prosa curta s'aproxima a la poesia lírica. El periodista Paul C. Jezek va comparar les oracions de l'autor a la «pintura japonesa - cada paraula ha estat triada amb molta cura». L'escriptor i crític austríac Wolfgang Ratz va fer una observació semblant i va assenyalar «l'exactitud» i «la minuciositat respecte a detalls de forma»; a més va mencionar una estridència sarcàstica dins els contes socio-crítics.
El 2008 es va publicar la sàtira Hominide (Homínid) que narra els set dies mitològics d'un Australopithecus afarensis que desencadena el procés de l'hominització. És el començament de la civilització i de la cultura. El protagonista narrador Pitar parla en un llenguatge actual. Un dels seus companys fins i tot fa citacions de la literatura llatina en llatí. L'historiador i escriptor austríac Heinz Gerstinger anomena el llibre una sàtira sobre la nostra vida, un mirall dels arquetipus humans com el poderós, l'envejós, el bromista i el pensador. Encara que els set dies del conte siguin una al·lusió a la creació bíblica, el repòs del setè dia és pertorbat per l'atac d'un gat de dents de sabre que dispersa el grup cap als esdeveniments descrits per la teoria de la sortida d'Àfrica.

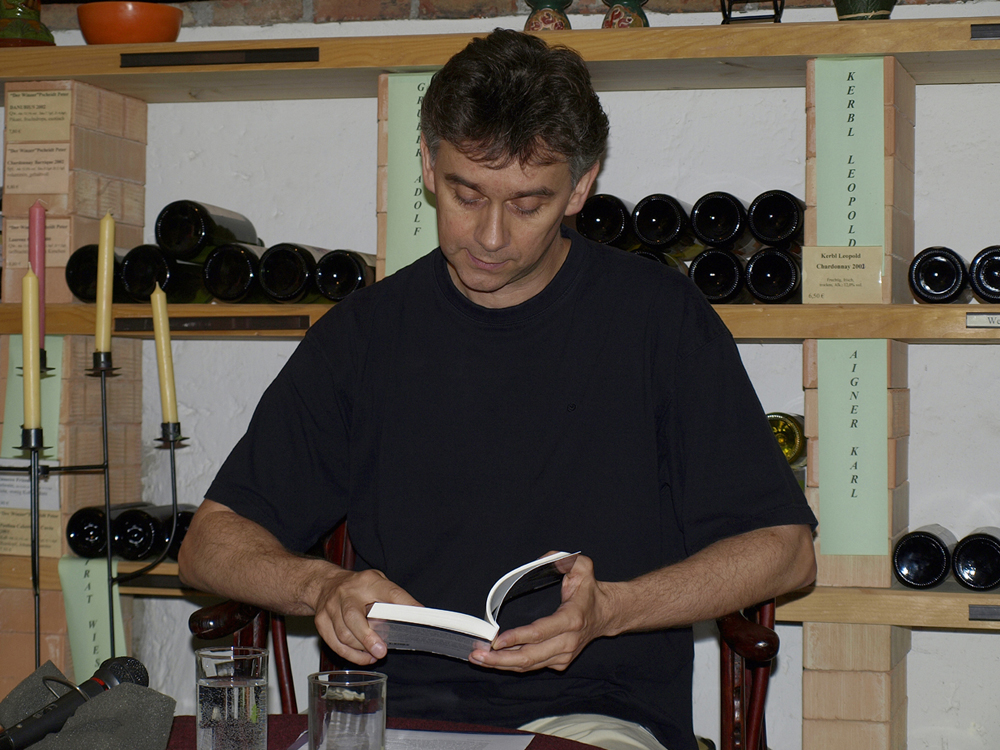
Presentació a Klosterneuburg

És un tret característic de la seva narrativa que molt sovint els protagonistes no tenen noms complets sinó només un prenom o fins i tot una denominació específica. Amb aquesta tècnica l'autor redueix el nom de la figura a una forma molt familiar. En trobem exemples en la novel·la curta Hominide, però també en nombrosos contes com Das Pendel, Abflug i Die Straße. Un exemple per a una denominació típica és el collidor dins el conte Der Pflücker (El collidor), un personatge que no té cap nom específic. A més cal esmentar que la major part de la narrativa publicada està escrita en primera persona, fins i tot Hominide, el narrador del qual, en primera persona, és un australopitec. El 2016, l'editorial Wieser Verlag a Klagenfurt (Caríntia) va publicar una versió ampliada d'aquest llibre.
Les obres no segueixen un estil realista sinó que barregen molt sovint fantasia i realitat. En aquest context el germanista austríac Klaus Kastberger defineix el conte Der Ruch von Kaffee (L'odor del cafè) com una invitació a la contemplació sensual. Aquest conte tracta de la relació d'un pintor amb el seu model, que va triar al carrer. L'odor del cafè és un motiu principal, i la facultat del pintor de traslladar les sensacions del model a l'espectador de la seva pintura representa un element fantàstic. La narradora en primera persona és la dona que fa de model.
A la poesia, Ebner prefereix poemes curts i amb versos curts. L'autor juga amb la paraula i les seves significacions. J. N. Santaeulàlia en diu: «(…) els poemes (…), en què la paraula, constreta per un espai menor, sembla que es vegi obligada a forçar tot el seu ventall de significacions. Paraules despullades i enceses (…).» Dins Vermells els poemes estan encadenats un darrere l'altre per mots comuns. Per exemple un poema acaba amb «(…) / sobtadament se m'acudeix que tu / del sabor ets l'onada», en el pròxim es diu «les onades / dels teus ulls / que per a mi són / llum» i després es continua «aquesta llum distanciada / que m'encega tant / (…)».

## Distincions
El 1982 Ebner va rebre el Premi de Literatura per a la Joventut amb la novel·leta Das Brandmal (L'estigma) que va atreure l'atenció del crític austríac i membre del jurat Hans Weigel. Aquest darrer va comparar el jove autor amb l'escriptor del segle xix Ferdinand von Saar, conegut per les seves novel·les curtes. La novel·leta narra la història d'un treballador comunitari i un vell que li sembla una mica estrany. A poc a poc el jove aprèn que el vell, un jueu, havia estat en un camp d'extermini dels nazis. El jove servidor descobreix quin rol havia jugat Àustria durant la Segona Guerra Mundial. La novel·leta va ser publicada l'any següent al periòdic germanòfon d'Israel Israel-Nachrichten.
Al Premi Internacional de Poesia Nosside 2007, el jurat va mencionar la «tristesa metropolitana», representada per l'home de paper del poema ein Zettler/home de paper «que té com a aliment la soledat i com a ornament una il·lusa esperança». En el poema es diu: «esperança/que fa molt de temps/morí». El poema català El perquè de tot plegat, que va guanyar la menció del jurat de La Catalana de Lletres 2004, descriu l'afany que sent un escriptor per escriure:
| « | escriure vol dir foragitar el flux ardent de dins atreure un glop de trencaclosques amb llum i mil paraules complaure el joc de l'escrivent que cull un do profund escriure atreu els cossos negres de llengües raonades | » |

El 2008, Klaus Ebner va rebre el premi Wiener Werkstattpreis 2007. El text guanyador, Der Flügel Last (El pes de les ales), és una narració sobre una nena de set anys que té càncer. L'estil adopta la perspectiva de l'infant. El segon text, l'assaig guanyador Was blieb vom Weißen Ritter? (Què en quedà del cavaller blanc?), presenta la novel·la medieval catalana Tirant lo Blanc del valencià Joanot Martorell a un públic de parla alemanya. L'autor va fondre la seva pròpia experiència de lector amb els fets històrics i filològics.
El 2014, l'autor va ser atorgat el Premi de Poesia Parc Taulí per la Corporació Sanitària Parc Taulí a Sabadell per al poemari Blaus. L'obra guanyadora ha estat prevista per la publicació a la col·lecció La Suda de l'editorial Pagès Editors de Lleida. El jurat ha definit l'obra com «poesia descriptiva amb estalvi de mitjans» i ha declarat que l'«agermanament idiomàtic» dels «versos escrits en la llengua primigènia del lloc del qual l'autor fa referència» «aporta una riquesa formal i culturalment solidària». Blaus descriu un viatge imaginari i circular arreu del Mediterrani.

## Premis
- 2014 Premi de Poesia Parc Taulí[49]
- 2010 Segon Premi de Prosa Curta de l'Associació d'Escriptors d'Àustria[50]
- 2009 Subsidi de Viatge per a la Literatura, del govern austríac[51]
- 2008 Dos Subsidis per a la Literatura, del govern austríac[52]
- 2007 Wiener Werkstattpreis 2007, premi principal (Viena)[53]
- 2007 Subsidi de Viatge per a la Literatura, del govern austríac[54]
- 2007 Premio Internazionale di Poesia Nosside, menció (Reggio de Calàbria)[55]
- 2005 Feldkircher Lyrikpreis, Premi de Poesia de Feldkirch (quart)[56]
- 2004 La Catalana de Lletres 2004, menció i edició del poema dins l'antologia[57]
- 1988 Premi per a la Joventut de la banca Die Erste per a la novel·la Nils[58]
- 1984 Premi de Radiocomèdia de la revista literària Texte (tercer)[59]
- 1982 Premi per a la Joventut de la banca Die Erste per a la novel·la curta Das Brandmal[60]

## Traduccions
Klaus Ebner tradueix obres literàries del francès i del català a l'alemany. Dins la revista electrònica Zitig i la revista Driesch es va publicar el cicle de poesia Illa de J. N. Santaeulàlia en català juntament amb la traducció alemanya. A Driesch es va també presentar poemes de les escriptores Marta Pérez i Sierra, Roser Amills, Mercè Climent i Payà, Isabel M. Ortega Rion i altres.

### Llibres traduïts a l'alemany
- J. N. Santaeulàlia: L'Absent, La Magrana, Barcelona 1999 – traducció en alemany: Absenz.[65]

## Publicacions

### Llibres en català
- Sentits, assaig, BoD, Madrid 2022 ISBN 978-84-11232982
- Per què (…escric), assaig (autotraducció), BoD, Madrid 2020 ISBN 978-84-13267104
- Forats, poesia, BoD, Madrid 2020, ISBN 978-84-13262901
- Vestigis, poesia, BoD, Madrid 2019, ISBN 978-84-13266435
- Blaus, poesia, Pagès Editors, Lleida 2015, ISBN 978-84-9975-627-1
- Vermells, poesia, SetzeVents Editorial, Urús 2009, ISBN 978-84-92555-10-9

### Llibres en alemany
- Fünfzig («Cinquanta»), novel·la, Edition fabrik.transit, Viena 2024 ISBN 978-3-903267640
- Podium-Porträt: Klaus Ebner («Retrat d'autor»), poesia, Podium, Viena 2024 ISBN 978-3-902886828
- Schwarzlicht («Llum negra»), poesia, BoD, Neckenmarkt 2021 ISBN 978-3-754301166
- Wortspieler («Jugador de paraules»), assaig sobre Samuel Beckett, BoD, Neckenmarkt 2020 ISBN 978-3-751935852
- Ohne Gummi («Sense goma»), prosa, Arovell Verlag, Gosau (Àustria) 2013, ISBN 978-3-902808-36-3
- Andorranische Impressionen («Impressions d'Andorra»), assaig de viatge, Wieser Verlag, Klagenfurt 2011, ISBN 978-3-85129-934-2
- Dort und anderswo («Allà i en altres llocs»), assaigs, Mitter Verlag, Wels 2011, ISBN 978-3-9502828-9-4
- wieso der Mückenschwarm dein Augenlicht umtanzt («per què el mosquitam balla al voltant dels teus ulls»), poesia, Edition Art Science, St. Wolfgang i Viena 2011, ISBN 978-3-902157-88-1
- Hominide («Homínid»), narració, FZA Verlag, Viena 2008, ISBN 978-3-9502299-7-4; Wieser Verlag, Klagenfurt 2016, ISBN 978-3-99029-206-8
- Auf der Kippe («En equilibri inestable»), narrativa curta, Arovell Verlag, Gosau (Àustria) 2008, ISBN 978-3-902547-67-5
- Lose («Destins»), narracions, Edition Nove, Neckenmarkt (Àustria) 2007, ISBN 978-3-85251-197-9